# Pomacancha (distrito)
Pomacancha é um distrito da província de Jauja, localizado do Departamento de Junín, Peru.

## Transporte
O distrito de Pomacancha é servido pela seguinte rodovia:
- PE-3SA, que liga o distrito de Jauja ao distrito de Tarma.[2][3][4]